# Adolphe Nourrit
Adolphe Nourrit (Montpellier, 3 de marzo de 1802 - Nápoles, 7 de marzo de 1839), fue un tenor francés.

## Biografía
Hijo de Louis Nourrit, primer tenor de la Opéra de París, recibió clases de canto con Manuel García.
En 1826, sucedió a su propio padre como primer cantante de la Ópera Garnier de París, donde recibió el reconocimiento de la crítica y del público durante seis años. Introdujo en Francia los Lieder de Schubert y redactó algunos libretos, adoptando un estilo interpretativo más libre, siendo designado profesor de lírica en el Conservatorio de París y poeta adjunto de Rossini. 
En 1836, la dirección de la Opera de París contrata al tenor Gilbert Duprez en contra de la opinión de Nourrit, que finalmente dimite y viaja a Italia, donde lo recibe Donizetti, quien lo convence de instalarse en Nápoles. En la ciudad italiana, Nourrit conoce cierto éxito, pero su salud mental se deteriora y afectado de crisis paranoicas, se suicidó tras una recepción en su honor, defenestrándose. Fue enterrado en medio de la aclamación en Italia, pero más tarde trasladado a París siendo celebrado con numerosos actos de homenaje por todo el país.
- Datos: Q634623
- Multimedia: Adolphe Nourrit / Q634623